# Нууалиитиа, Ту
Тоэту «Ту» Нууалиитиа (англ. Tu Nu'uali'itia, родился 22 июня 1966 года) — самоанский регбист новозеландского происхождения, выступавший на позиции скрам-хава.

## Биография
Родился в семье выходцев из Самоа, младший из пяти детей. Регби занялся ещё в начальной школе, на протяжении своей карьеры выступал в первенстве провинций Новой Зеландии за «Каунтиз Манукау», «Норт-Харбор» и «Окленд» (под руководством Грэма Генри).
Числился в заявке на чемпионат мира по регби 1991 года, но на поле не вышел ни в одном матче. Дебютировал 4 июня 1994 года в Моамоа матчем против тонганцев. Участник чемпионата мира 1995 года (сыграл 4 матча, занёс попытку в игре против хозяев и будущих чемпионов в лице ЮАР). Последнюю игру провёл 7 июня 1996 года в Нейпире против Новой Зеландии.
После завершения карьеры работал в Совете здравоохранения Окленда и Манукау, устроился работать в частную Академию карьеры Океании (англ. Oceania Career Academy), обучая студентов-маори и выходцев с тихоокеанских островов навыкам менеджмента. Сотрудничает с компанией Sport Waitakere, менеджер управления операций Westforce Credit Union, корреспондент информационного спортивного агентства 2K Plus International Sports Media и корреспондент радиостанции Radio Rhema.
Исповедует христианство и утверждает, что оно оказало большое влияние на его жизнь и карьеру. Женат, есть двое сыновей и дочь.